# 1831 في المملكة المتحدة
فيما يلي قوائم الأحداث التي وقعت خلال عام 1831 في المملكة المتحدة.

## سياسة

### تعيين في المنصب
- 1 يناير – تشارلز فيتزروي نائب في البرلمان [الإنجليزية]‏.

## ظهور
- 1 يناير – الجمعية البريطانية لتقدم العلوم

## مواليد

### يناير
- 2 يناير – أوغوستوس ماتيسن

### مارس
- 20 مارس – إيزابيل بورتون مترجمة بريطانية.
- 31 مارس – أرشيبالد سكوت كوبر كيميائي بريطاني.

### مايو
- 16 مايو – ديفيد إدوارد هيوز
- 22 مايو – هنري فاندايك كارتر

### يونيو
- 7 يونيو – أميليا إدواردز
- 12 يونيو – روبرت جورج وينهام هربرت سياسي من المملكة المتحدة.
- 13 يونيو – جيمس كليرك ماكسويل

### أغسطس
- 16 أغسطس – إبنيزير كوب مورلي لاعب كرة قدم إنجليزي.
- 20 أغسطس – إدوارد سوس

### أكتوبر
- 15 أكتوبر – إيزابيلا بيرد مستكشفة بريطانية.

### ديسمبر
- 8 ديسمبر – جون بريت فنان بريطاني.

## وفيات

### فبراير
- 26 فبراير – جون سيمس (مواليد 1749) عالم نبات من المملكة المتحدة.

### يونيو
- 26 يونيو – موراي ماكسويل (مواليد 1775) ضابط من المملكة المتحدة.